# چارلز هی، بیستمین ارل ارول
چارلز هی، بیستمین ارل ارول (انگلیسی: Charles Hay, 20th Earl of Erroll; ۷ فوریهٔ ۱۸۵۲ – ۸ ژوئیهٔ ۱۹۲۷ (۷۵ سال)) نظامی و سیاست‌مدار اهل پادشاهی متحد بریتانیای کبیر و ایرلند بود.